# أليكس كوب
أليكس كوب (بالإنجليزية: Alex Cobb)‏ هو لاعب كرة قاعدة أمريكي، ولد في 7 أكتوبر 1987 في بوسطن في الولايات المتحدة.

## وصلات خارجية
- أليكس كوب على موقع دوري كرة القاعدة الرئيسي (الإنجليزية)
- أليكس كوب على موقعبيزبول رفرنس.كوم (الدوري الرئيسي) (الإنجليزية)
- أليكس كوب على موقعبيزبول رفرنس.كوم (الدوري الثانوي) (الإنجليزية)
- أليكس كوب على موقع إي إس بي إن.كوم (أم.أل.بي) (الإنجليزية)
- أليكس كوب على موقع مشجعي الرسوم البيانية (الإنجليزية)